# صدف نگارین
صدف نگارین (نام علمی: Trigonia) نام یک سرده از تیره صدف‌های نگارین است.